# Markus Löffler (Biometriker)
Markus Löffler (* 28. Oktober 1954 in Freiburg im Breisgau) ist ein deutscher Mediziner, Physiker und Biostatistiker und Direktor des Instituts für Medizinische Informatik, Statistik und Epidemiologie (IMISE) an der Medizinischen Fakultät der Universität Leipzig.

## Leben
Nach dem Abitur 1973 studierte Markus Löffler Humanmedizin an der Universität zu Köln. 1980 legte er die ärztliche Prüfung ab, danach folgte die Approbation als Arzt und 1983 die Promotion zum Dr. med. an der Universität zu Köln. Noch während seines Studiums der Humanmedizin begann Markus Löffler 1976 mit einem Doppelstudium in Physik und schloss es 1982 mit der Diplomhauptprüfung ab.
1990 wurde er im Fach Medizinische Dokumentation, Statistik und Biomathematik habilitiert. Er verbrachte 1993 ein Sabbatjahr in der Abteilung für Statistik an der Universität Reading, England. 1994 folgte er der Berufung auf eine C4-Professur und übernahm als Direktor die Leitung des IMISE.
Markus Löffler ist verheiratet und hat zwei Kinder.

## Wissenschaftliche Arbeit
- Mitglied  deutscher und internationaler Forschungsnetzwerke (Gliome, Maligne Lymphome, Darmkrebs, Brustkrebs, Sepsis, Herzinsuffizienz)
- Wissenschaftlicher Leiter des Koordinierungszentrums für Klinische Studien in Leipzig (ZKS)[3]
- Wissenschaftlicher Direktor des Interdisziplinären Zentrums für Bioinformatik (IZBI)[4]
- Direktor des Leipziger Forschungszentrums für Zivilisationserkrankungen (LIFE)[5]
- Vorstand im IFB Adipositas[6]
- Vorstand der Langzeit-Gesundheitsstudie Nationale Kohorte[7] und Leiter des Leipziger Teils der Studie
- Vorstand und Leiter der Medizininformatik-Initiative SMITH

## Forschungsschwerpunkte
- Biometrie interventioneller klinischer Studien und Kohortenstudien
- Krebsepidemiologie
- Epidemiologie der Zivilisationserkrankungen
- Bioinformatik
- Hochdimensionale Datenanalyse
- Computer-basierte Modellierung von Stammzellen und Gewebsorganisation

## Ehrungen
- Sächsischer Verdienstorden (2024)[8]